# Refuge d’oiseaux migrateurs George-C.-Reifel
Le refuge d’oiseaux migrateurs George-C.-Reifel (en anglais : George C. Reifel Migratory Bird Sanctuary) est un refuge d'oiseaux migrateurs du Canada situé en Colombie-Britannique. Il est localisé à Delta au sud de Vancouver.